# Messassa
Messassa (franska: Messassa (CR), Messassa (Commune Rurale), arabiska: بركين) är en kommun i Marocko.   Den ligger i provinsen Taounate och regionen Fès-Meknès, i den nordöstra delen av landet, 210 km öster om huvudstaden Rabat. Antalet invånare är 9 497.